# ثورة أبو شيري

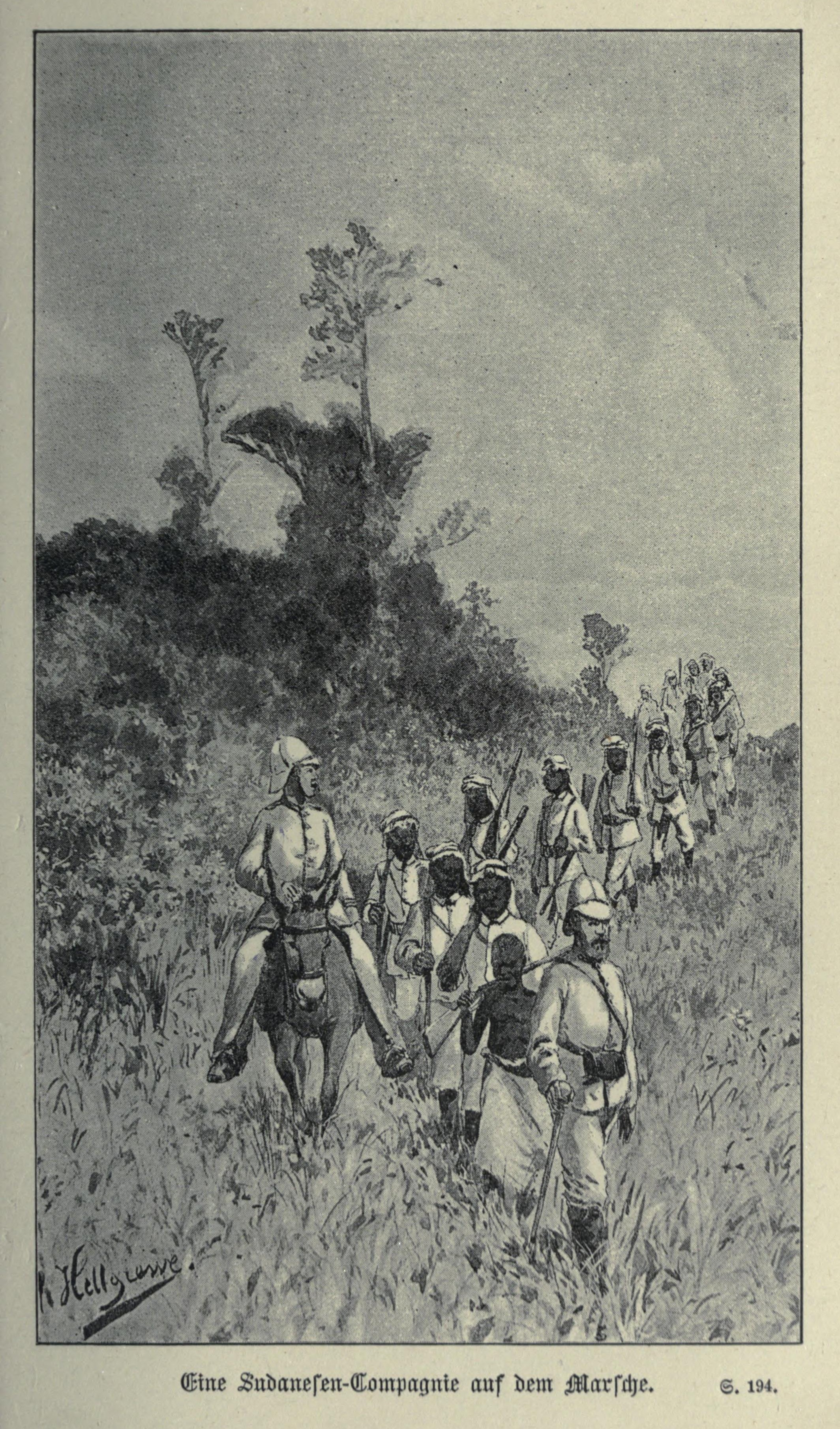
سرية ألمانية من السودانيين تقوم بمسيرة خلال ثورة أبو شيري (رودولف هيلغريفه، 1891)

ثورة أبو شيري كانت تمرداً بين عامي 1888 و1889 من قبل السكان العرب والسواحليين في مناطق ساحل شرق أفريقيا التي مُنحت بالرغم من الاعتراضات لألمانيا من قبل سلطان زنجبار عام 1888. تم التغلب عليها في نهاية المطاف من قبل فيلق بعثة ألمانية التي غزت المنطقة الساحلية.

## الخلفية
في أواخر عام 1884، وصلت بعثة لجمعية الاستعمار الألماني، بقيادة كارل بيترز، إلى زنجبار وجعلت القادة المحليين في البر الرئيسى المقابل يوقعون «عقود حماية» تعد بمناطق شاسعة لمنظمته. تمكنت شركة بيترز الألمانية الجديدة في شرق أفريقيا من الحصول على مزيد من الأراضي في تنجانيقا وصولاً إلى جبال أولوغورو وأوسامبارا بعد أن حصلت على موطئ قدم. ولقي ذلك معارضة من السلطان برغش بن سعيد، الذي اضطر رغم ذلك للاستسلام بعد ان وصل بيترز إلى الدعم الرسمي من وزارة الخارجية في برلين، وظهر قبالة ساحل زنجبار اسطول من بحرية كايزرليشه بقيادة الادميرال إدوارد فون كنور. في 28 أبريل 1888، وقع السلطان خليفة بن سعيد من زنجبار أخيراً معاهدة، تنازل فيها عن إدارة البر الرئيسي لتنجانيقا لشركة شرق أفريقيا الألمانية.
منذ أغسطس 1888، حاولت المنظمة الاستيلاء على المدن الساحلية في تنجانيقا، ولكنها واجهت مقاومة شديدة من قبل النخبة العربية التي كانت تخشى على تجارة العبيد والعاج، ولكن أيضا من قبل السكان الأصليين. وقد أدت المحاولات اللاذعة التي قام بها إميل فون زيليفسكي، المدير الألماني في بانغاني، لرفع علم الشركة فوق المدينة إلى إشعال شرارة الانتفاضة.

## الثورة
كان يقودها المزارع أبوشيري بن سالم الحارثي، الذي حصل على دعم كل من عرب المنطقة والقبائل السواحلية المحلية. وكان والد أبو شيري من أصل عربي ووالدته من الأورومو. وسرعان ما انتشر التمرد على طول الساحل من بلدة تانغا في الشمال إلى ليندي وميكينداني في الجنوب.